# 小行星4438
小行星4438（英語：4438 Sykes）是一颗围绕太阳公转的小行星。1983年11月29日，愛德華·鮑威爾在可可尼诺县发现了此天体。
这颗小行星的绝对星等为292.3013380281523等。